# Grays
Grays is een plaats in het bestuurlijke gebied Thurrock, in het Engelse graafschap Essex. De plaats telt 36.601 inwoners.

## Geboren
- Ryan Bennett (6 maart 1990), voetballer

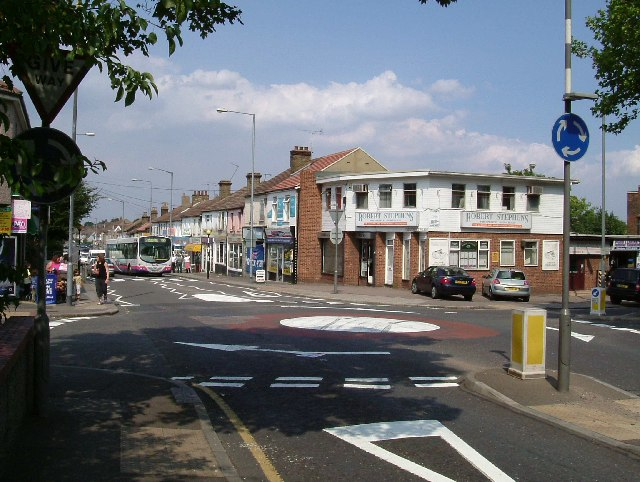
Kruising

- Russell Brand (1975) komiek